# もしも君に恋したら。
『もしも君に恋したら。』（原題:The F Word）は2013年に公開されたアイルランド・カナダ合作のロマンティック・コメディ映画である。監督はマイケル・ドース、主演はダニエル・ラドクリフとゾーイ・カザンが務めた。本作はTJ・ドーとマイケル・リナルディの戯曲『Toothpaste and Cigars』を原作としている。
本作は日本国内で劇場公開されなかったが、Amazonプライム・ビデオでの配信が行われている。

## ストーリー
カナダのトロント。ウォレスは恋人が自分の指導教官と浮気したことを知り、大きなショックを受け、そのまま医学部を中退した。それ以来、ウォレスは1年以上自宅に引きこもる生活を送っていた。ウォレスの親友、アランは荒療治として彼を無理矢理パーティーに連れ出した。そのパーティーで、ウォレスはアランの従姉（シャントリー）と知り合った。一方のアランはニコルという女性を口説き、良いムードになっていた。
ウォレスはシャントリーを自宅まで送っていくことにしたが、道中、シャントリーから恋人がいると聞かされた。ウォレスはシャントリーに電話番号を教えてもらったが、「恋人がいる女性と会うのはまずい」という思いから、自分から電話をかけないようにしていた。しかし、ウォレスは映画館で偶然シャントリーに再会し、その場の雰囲気に流されて一緒に食事をしてしまった。
最初こそシャントリーに会おうとしなかったウォレスだったが、2人は徐々に親しくなっていった。そんなある日、シャントリーはウォレスを自宅に招き、恋人のベンを紹介した。ベンは医者として働いていたが、とある出来事をきっかけに国連の職員に転職したのだという。その後、ベンは半年間ダブリンに赴任することになった。その間、ウォレスとシャントリーの仲はますます深まり、ついにはお互いに恋心を抱いていることを自覚するに至った。
しばらくして、アランとニコルが結婚することになった。その頃、シャントリーの妹、ダリアはウォレスを誘惑していたが、シャントリーとの関係にひびが入ることを恐れたウォレスは無関心を装った。その後、ウォレスとシャントリーはアランとニコルに誘われて浜辺で散歩することにした。アランとニコルは全裸になって海に飛び込み、ウォレスとシャントリーもそれに続いた。アランとニコルに衣服を隠されたため、2人は全裸で眠る羽目になった。一線を越えるチャンスだったが、2人は何とか理性で欲望を抑え込んだ。
ほどなくして、ベンがウォレスとシャントリーの関係を知ることになり、事態は緊迫していくのだった。

## キャスト
- ダニエル・ラドクリフ - ウォレス
- ゾーイ・カザン - シャントリー
- アダム・ドライバー - アラン
- ミーガン・パーク - ダリア
- マッケンジー・デイヴィス - ニコル
- レイフ・スポール - ベン
- ジェミマ・ルーパー - エリー
- ジョーダン・ヘイズ - ベッキー
- メイガン・ヘファーン - タビー
- ジョナサン・チェリー - ジョシュ
- サラ・ガドン - メーガン
- トミー＝アンバー・プリー - グレッツェン
- アダム・ファーガス - ロルフ
- ルシアス・ホヨス - フェリックス
- レベッカ・ノーザン - ホリー
- ウーナ・チャップリン - ジュリアン
- エニス・エスマー - オスマン・ベイ

## 製作
エラン・マスタイが執筆した本作の脚本は2008年のブラックリスト入りを果たしていた。2010年7月24日、ケイシー・アフレックが本作の出演交渉に臨んでいるとの報道があったが、不首尾に終わった。2012年7月17日、ダニエル・ラドクリフとゾーイ・カザンの出演が決まったと報じられた。当時、ラドクリフは現代を舞台にした作品に出演したがっており、本作によってその望みを叶えることができた。8月、アダム・ドライバー、ミーガン・パーク、マッケンジー・デイヴィス、レイフ・スポールがキャスト入りした。

### 撮影・音楽
2012年8月16日、本作の主要撮影がトロントで始まった。撮影はアイルランドのダブリンでも行われた。
2014年8月1日、ミラン・レコーズが本作のサウンドトラックを発売した。

## 公開・マーケティング
2012年9月18日、エンターテインメント・ワンが本作の全世界配給権を獲得したと報じられた。2013年9月7日、本作は第38回トロント国際映画祭でプレミア上映された。11日、CBSフィルムズが本作の全米配給権を購入したとの報道があった。2014年6月14日、本作のオフィシャル・トレイラーが公開された。
CBSフィルムズは本作のタイトルを『What If』に変更して公開した。MPAA（米国内で公開される映画のレイティングを決定する組織）は『The F Word』という原題が放送禁止用語を連想させることを問題視し、PG13指定にするためにもタイトルの変更を推奨したのだという。これに対し、MPAAの管轄外にあるカナダでは原題のまま公開された。

## 評価
本作は批評家から好意的に評価されている。映画批評集積サイトのRotten Tomatoesには132件のレビューがあり、批評家支持率は73%、平均点は10点満点で6.29点となっている。サイト側による批評家の見解の要約は「ストーリーの型はお馴染みのものかもしれない。しかし、登場人物が交わす会話の面白さ、ダニエル・ラドクリフとゾーイ・カザンが織りなす魅惑的なケミストリーのお陰で、『もしも君に恋したら。』はオリジナリティに欠けるという欠点を乗り越えている。」。また、Metacriticには36件のレビューがあり、加重平均値は59/100となっている。しかし、概ね好意的な評価を得る一方で、「『もしも君に恋したら。』の舞台となっているトロントは人口の約半分が非白人である。それにも拘わらず、製作陣は主要キャストに白人俳優しか起用せず、同地の人種的多様性を無視した」という趣旨の批判が少ないながらも出た。
本作は第2回カナダ・スクリーン・アワードで作品賞、監督賞、主演男優賞（ダニエル・ラドクリフ）、助演女優賞（マッケンジー・デイヴィス）、脚色賞の5部門にノミネートされ、脚色賞を受賞した。